# 나주 문바위문암
나주 문바위문암(羅州 文바위文巖)은 대한민국 전라남도 나주시 남평읍 풍림리에 있는, 남평문씨 시조인 문다성의 탄생 설화와 관련된 바위이다. 1995년 12월 26일 전라남도의 민속문화재 제32호로 지정되었다.

## 개요
남평문씨 시조인 문다성의 탄생 설화와 관련된 바위로, 경사면에 놓여 있어서 앞에서 보면 높이 6m, 폭 5m의 크기로 보이나, 뒤에서 보면 1m 정도로 보인다.
조선 영조 21년(1731)에 쓰인 남평문씨 창간보 『신해보』와 규장각에 소장되어 있는 『호남읍지』에는 다음과 같은 기록이 적혀 있다. 당시 이곳 현감을 지내던 자가 장자연못의 바위 위에서 울고 있는 아기를 거두어 기르게 되었다. 글에 능하다 하여 성을 ‘문’으로 짓고, 사물의 이치를 잘 깨닫는다 하여 ‘다성’이라 이름지으면서, 아기가 있던 바위를 ‘문암’이라 이름붙여 이 아기를 문씨의 시조로 삼았다.
전설이 비록 신화처럼 신성하지는 않지만, 구체적으로 제한된 시간,장소 및 특정한 증거물을 내세우고 있어, 진실성이 뒷받침된 대표적인 씨족설화라 할 수 있다.

## 참고 자료
- 나주문바위문암 - 국가유산청 국가유산포털